# جی‌وی‌سی کنوود
جی‌وی‌سی کنوود (به انگلیسی: JVC Kenwood) یک شرکت هلدینگ ژاپنی می‌باشد که در زمینهٔ تولید لوازم صوتی مانند پخش خودرو (تحت هر دو برند) و لوازم خانگی و لوازم الکترونیکی و محصولات و خدمات وابسته به آن فعالیت می‌کند.

## تاریخچه
در اول اکتبر سال ۲۰۰۸ دو شرکت جی وی سی و کنوود ادغام شده و هلدینگ جی وی سی _ کنوود را تأسیس کردند.